# Maurice Marceau
Pour les articles homonymes, voir Marceau.
Maurice Marceau, connu également sous le nom de Georges Marceau, est un acteur français, né à Paris 10e arrondissement le 22 avril 1905 et mort à Clamart (Hauts-de-Seine) le 10 janvier 1979.

## Filmographie
- 1933 : Le Coq du régiment de Maurice Cammage
- 1934 : Les Nuits moscovites d'Alexis Granowsky : un habitué du cercle
- 1935 : Justin de Marseille de Maurice Tourneur
- 1935 : Les Gaietés de la finance de Jack Forrester : le coiffeur
- 1935 : Un oiseau rare de Richard Pottier : le danseur au chalet
- 1935 : Le Bébé de l'escadron / Quand la vie est belle de René Sti
- 1935 : Jim la Houlette d'André Berthomieu
- 1935 : Un soir de bombe de Maurice Cammage
- 1935 : La Mariée du régiment de Maurice Cammage
- 1936 : La vie est à nous de Jean Renoir
- 1936 : Les Bateliers de la Volga de Wladimir Strijewsky
- 1936 : J'arrose mes galons de René Pujol et Jacques Darmont
- 1936 : Maria de la nuit / Nuits d'Espagne de Willy Rozier
- 1936 : Marinella de Pierre Caron
- 1937 : Drôle de drame de Marcel Carné
- 1937 : Claudine à l'école de Serge de Poligny
- 1938 : Le Temps des cerises de Jean-Paul Le Chanois
- 1938 : La Bête humaine de Jean Renoir : un mécanicien
- 1938 : Trois Artilleurs à l'opéra d'André Chotin : un soldat
- 1938 : Quand le cœur chante de Bernard Roland - court métrage
- 1938 : Belle Étoile de Jacques de Baroncelli
- 1938 : Monsieur Coccinelle de Bernard-Deschamps
- 1939 : La Marraine du régiment de Gabriel Rosca
- 1939 : Trois de Saint-Cyr de Jean-Paul Paulin : Beaumont
- 1939 : Le Veau gras de Serge de Poligny : l'ouvrier électricien
- 1939 : Les Cinq Sous de Lavarède de Maurice Cammage : l'exécuteur
- 1939 : Le Déserteur de Léonide Moguy
- 1939 : Une java de Claude Orval
- 1939 : Grey contre X de Pierre Maudru et Alfred Gragnon
- 1939 : La Piste du nord de Jacques Feyder
- 1939 : La Règle du jeu de Jean Renoir : le premier garde
- 1940 : L'Empreinte du dieu de Léonide Moguy
- 1940 : L'Émigrante de Léo Joannon
- 1941 : Le Duel de Pierre Fresnay
- 1941 : Mademoiselle Swing de Richard Pottier : M. Vilard, le rédacteur des spectacles
- 1941 : Premier Rendez-vous d'Henri Decoin : un élève du collège
- 1942 : Croisières sidérales d'André Zwoboda : un technicien de l'institut scientifique
- 1942 : L'assassin habite au 21 d'Henri-Georges Clouzot : le type du café
- 1942 : Fièvres de Jean Delannoy
- 1942 : La Nuit fantastique de Marcel L'Herbier : un fort des Halles
- 1942 : Croisières sidérales d'André Zwobada
- 1942 : Défense d'aimer de Richard Pottier : le garçon du buffet
- 1942 : Dernier Atout de Jacques Becker : un journaliste
- 1942 : Le Grand Combat de Bernard Roland : un spectateur
- 1942 : Monsieur Girouette et la guerre de cent ans de Pierre Ramelot - court métrage
- 1943 : Le Mistral de Jacques Houssin : un inspecteur
- 1943 : Picpus de Richard Pottier : un inspecteur
- 1943 : Une étoile au soleil d'André Zwobada
- 1943 : Au Bonheur des Dames d'André Cayatte : un employé
- 1943 : L'Honorable Catherine de Marcel L'Herbier
- 1943 : Marie-Martine d'Albert Valentin : le mécanicien
- 1943 : La Collection Ménard de Bernard Roland
- 1943 : Goupi Mains Rouges de Jacques Becker : le porteur à la gare
- 1944 : Le Merle blanc de Jacques Houssin
- 1945 : Vingt-quatre Heures de perm' de Maurice Cloche
- 1945 : Master Love de Robert Péguy
- 1945 : Messieurs Ludovic de Jean-Paul Le Chanois : le détective
- 1946 : Le Couple idéal de Bernard-Roland : le régisseur
- 1946 : Mission spéciale de Maurice de Canonge - Film tourné en deux époques
- 1946 : L'Ange qu'on m'a donné de Jean Choux
- 1946 : Désarroi de Robert-Paul Dagan : un inspecteur
- 1947 : Le Bateau à soupe de Maurice Gleize
- 1947 : Antoine et Antoinette de Jacques Becker : Popaul
- 1947 : La Carcasse et le tord-cou de René Chanas : un paysan
- 1947 : Les jeux sont faits de Jean Delannoy : un ouvrier
- 1947 : Monsieur Vincent de Maurice Cloche : un pauvre
- 1947 : Un flic de Maurice de Canonge : l'employé du garage
- 1947 : Le Village perdu de Christian Stengel : le sergent
- 1948 : L'échafaud peut attendre d'Albert Valentin : le plâtrier
- 1949 : La Veuve et l'Innocent d'André Cerf : un agent
- 1949 : Ma tante d'Honfleur de René Jayet
- 1949 : Fantômas contre Fantômas de Robert Vernay : un homme dans le métro
- 1949 : Le Trésor des Pieds-Nickelés de Marcel Aboulker
- 1950 : Le 84 prend des vacances de Léo Joannon : le boucher
- 1950 : Justice est faite d'André Cayatte
- 1951 : Sans laisser d'adresse de Jean-Paul Le Chanois : le contrôleur
- 1951 : Piédalu à Paris de Jean Loubignac : un machiniste
- 1952 : Casque d'Or de Jacques Becker : un client à "L'Ange Gabriel"
- 1952 : Ma femme, ma vache et moi de Jean Devaivre